# Шпионски игри
„Шпионски игри“ (на английски: Spy Game) е американски филм от 2001 г. на режисьора Тони Скот с участието на Брад Пит и Робърт Редфорд

## Сюжет
В своя последен работен ден преди пенсиониране, оперативният работник от ЦРУ Нейтън Мюър (Робърт Редфорд) разбира, че неговият агент Том Бишъп (Брад Пит) е арестуван в Китай по обвинение в шпионаж. Оказва се, че Бишъп се е опитвал да освободи своята любовница – терористка предадена на китайците от неговия ментор Мюър. В крайна сметка доброто възтържествува след сложни комбинации и хитроумен план, измислен и осъществен от ветерана Мюър. Бишъп и неговата възлюблена са освободени, пенсионните спестявания на Мюър са похарчени до цент, а на бездушните бюрократи в ЦРУ, за които живота на един обикновен агент няма никаква стойност, е натрит носа.

## В ролите
| Актьор            | Роля           |
| ----------------- | -------------- |
| Брад Пит          | Том Бишъп      |
| Робърт Редфорд    | Нейтън Мюър    |
| Катрин Маккормак  | Елизабет Хадли |
| Стивън Дилейн     | Чарлз Харкър   |
| Дейвид Хемингс    | Хари Дънкан    |
| Лари Бригман      | Трой Фолгър    |
| Мериан Жан-Батист | Гледис Дженип  |
| Кен Люнг          | Ли             |

## Любопитни факти
- Сцените в Берлин от времето на Студената война са снимани в Будапеща
- Казабланка, Мароко е използвана за фон на сцените в Бейрут от '80-те
- Бившият затвор в Оксфорд, Великобритания, затворен през 1996, е използван за снимките на сцените в китайския затвор във филма

## „Шпионски игри“ в България
На 8 март 2009 г. Нова телевизия излъчва филма с български дублаж за телевизията. Дублажът е от Арс Диджитал Студио, чийто име не се споменава. Екипът се състои от:
| Преводач            | Надя Баева                                            |
| Режисьор на дублажа | Екатерина Късметлийска                                |
| Тонрежисьор         | Венцислав Велев                                       |
| Озвучаващи артисти  | Татяна Захова Борис Чернев Васил Бинев Владимир Пенев |